# Museo Alemán de Arquitectura
El Museo Alemán de Arquitectura (en alemán: Deutsches Architekturmuseum, acrónimo DAM) es un centro de exposiciones sobre arquitectura en Fráncfort del Meno, integrado a la Museumsufer. Constituye  uno de los varios museos de Alemania que se dedican en exclusividad a la temática arquitectónica, en la tradición de las colecciones académicas del siglo XIX.
Ubicado en una antigua villa del siglo XVIII, el proyecto de reforma estuvo a cargo del famoso arquitecto Oswald Mathias Ungers.
Este museo organiza varias exposiciones temporarias al año, además de conferencias, simposios y disertaciones. Cuenta con una colección de aproximadamente 180.000 planos y 600 maquetas, incluye obras de famosos arquitectos como Erich Mendelsohn, Mies van der Rohe, Archigram y Frank Gehry. También dispone de una biblioteca de referencia con 25.000 libros y revistas.

## Premios
El DAM confiere varios premios en arquitectura:
- DAM Preis für Architektur in Deutschland
- Internationaler Hochhaus Preis
- DAM Architectural Book Award
- Europäischer Architekturfotografiepreis
- Premio Europeo del Espacio Público Urbano